# Spoorwegleverancier

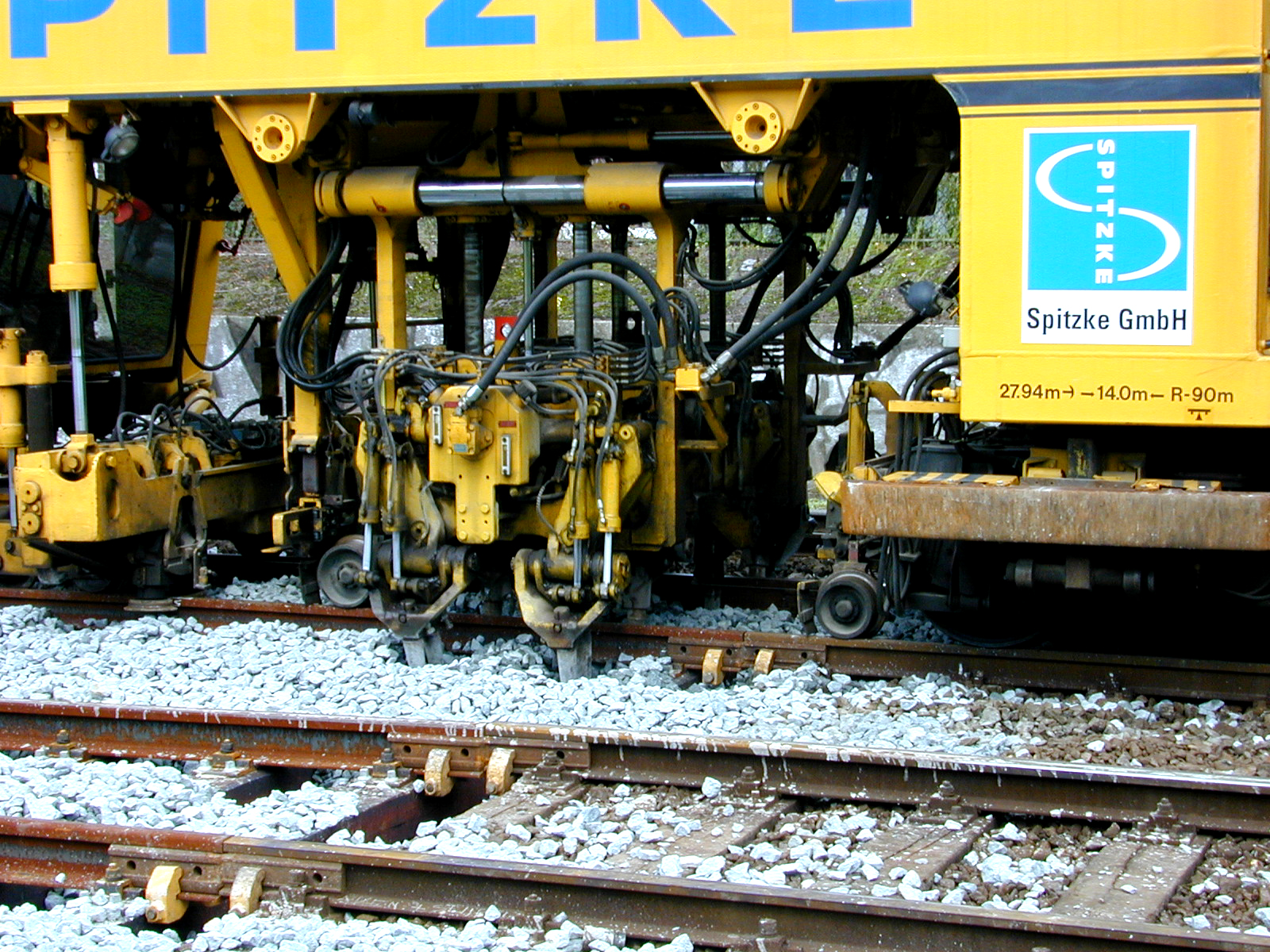
Detail van een stopmachine, een machine voor spoorwegonderhoud. Deze machine is gebouwd door spoorwegleverancier Plasser & Theurer.

Een spoorwegleverancier of spoorwegproducent is een bedrijf dat materialen levert voor spoorwegen, zoals materialen voor de aanleg, en apparatuur voor onderhoud en beveiliging van spoorwegen.
Soms worden ook rollendmaterieelfabrikanten hiertoe gerekend. Spoorwegbeheerders, zoals Infrabel en ProRail, worden niet tot de spoorwegleveranciers gerekend.
Een aantal Europese spoorwegleveranciers heeft zich aangesloten bij de Unife, een organisatie waarin naast spoorwegleveranciers ook rollendmaterieelfabrikanten zijn verenigd.

## Voorbeelden van spoorwegleveranciers
- General Railway Signal Company, voormalig bedrijf dat de spoorstroomloop ontwikkelde.
- Angelstar ontwikkelt en levert ERTMS-boordapparatuur.
- Railpro levert materialen voor spoorwegaanleg.
- Speno herstelt het profiel van spoorrails met slijptreinen die het bedrijf zelf ontwikkelt.
- Plasser & Theurer maakt grote gespecialiseerde zelfrijdende werktuigen voor spooronderhoud.